# Queen's First EP
Queen's First EP è il primo EP del gruppo musicale britannico Queen, pubblicato nel maggio 1977 dalla EMI.
I quattro brani sono estratti dagli album Queen II (1974), Sheer Heart Attack (1974), A Night at the Opera (1975) e A Day at the Races (1976).

## Tracce
1. Good Old-Fashioned Lover Boy – 2:54 (Freddie Mercury)
2. Death on Two Legs – 3:43 (Freddie Mercury)
3. Tenement Funster – 2:52 (Roger Taylor)
4. White Queen (As It Began) – 4:33 (Brian May)

## Formazione
Gruppo
- Freddie Mercury – voce (eccetto in Tenement Funster), pianoforte
- Brian May – chitarra elettrica, voce (eccetto in Tenement Funster), chitarra acustica in White Queen (As It Began)
- John Deacon – basso, chitarra acustica in Tenement Funster, contrabbasso in Death on Two Legs (Dedicated To...)
- Roger Taylor – batteria, voce, percussioni; voce principale in Tenement Funster

Altri musicisti
- Mike Stone - voce aggiuntiva in Good Old-Fashioned Lover Boy